# Tetrastichus tonkoui
Tetrastichus tonkoui is een vliesvleugelig insect uit de familie Eulophidae. De wetenschappelijke naam is voor het eerst geldig gepubliceerd in 1954 door Risbec.